# Епархия Наваля

Провинция Билиран (выделено красным)

Епархия Наваля (лат. Dioecesis Navaliensis) — епархия Римско-Католической церкви с центром в городе Наваль, Филиппины. Епархия Наваля распространяет свою юрисдикцию на провинцию Билиран и четыре муниципалитета провинции Лейте. Епархия Наваля входит в митрополию Пало. Кафедральным собором епархия Наваля является церковь Пресвятой Девы Марии Розария.

## История
29 ноября 1988 года Римский папа Иоанн Павел II издал буллу Singulari Qui Dei, которой учредил епархию Наваля, выделив её из архиепархии Пало.

## Ординарии епархии
- епископ Filomeno Gonzales Bactol (29.11.1988 — по настоящее время).

## Источник
- Annuario Pontificio, Libreria Editrice Vaticana, Città del Vaticano, 2003, ISBN 88-209-7422-3
- Булла Singulari Qui Dei  (лат.)